# Great Barrington (Massachusetts)
Great Barrington és una població dels Estats Units a l'estat de Massachusetts. Segons el cens del 2000 tenia 7.527 habitants.

## Demografia
Segons el cens del 2000, Great Barrington tenia 7.527 habitants, 3.008 habitatges, i 1.825 famílies. La densitat de població era de 64,3 habitants/km².
Dels 3.008 habitatges en un 27,3% hi vivien nens de menys de 18 anys, en un 45,8% hi vivien parelles casades, en un 11,5% dones solteres, i en un 39,3% no eren unitats familiars. En el 32,6% dels habitatges hi vivien persones soles el 13,3% de les quals corresponia a persones de 65 anys o més que vivien soles. El nombre mitjà de persones vivint en cada habitatge era de 2,28 i el nombre mitjà de persones que vivien en cada família era de 2,89.
Per edats la població es repartia de la següent manera: un 22,6% tenia menys de 18 anys, un 9% entre 18 i 24, un 23,5% entre 25 i 44, un 26,2% de 45 a 60 i un 18,8% 65 anys o més.
L'edat mediana era de 42 anys. Per cada 100 dones de 18 o més anys hi havia 83,8 homes.
La renda mediana per habitatge era de 45.490 $ i la renda mediana per família de 53.135$. Els homes tenien una renda mediana de 38.163 $ mentre que les dones 29.474$. La renda per capita de la població era de 22.655$. Entorn del 3,4% de les famílies i el 7,2% de la població estaven per davall del llindar de pobresa.